# Ain schöns newes Christlichs Lyed
Ain schöns newes Christlichs Lyed är ett separattryck med koralnoter från 1530, innehållande bland annat den så kallade "Lindenschmid-Ton", en tysk medeltida folkmelodi som i koralform enligt 1921 års koralbok med 1819 års psalmer förändrades något i 1697 års koralbok och sedan använts till flera psalmer (nr 138, 378, 558, 579, 580, 635) och utgjorde melodin för psalm nr 215 i 1695 års psalmbok (vilket torde innebära att psalmen "Kom, helge Ande, till mig in" då kanske hade en annan tonsättning).

## Psalmer
- Kom, helge Ande, till mig in (1695 nr 187, 1986 nr 138) "Melodins huvudtext"
  - Du folk av ädla fäders stam (1921 nr 635) Finns på Wikisource.
  - Förfäras ej, du lilla hop* (1819 nr 378) Finns på Wikisource.
  - O Herre Gud barmhärtig var (1695 nr 59, 1819 nr 181, 1921 nr 579, 1937 nr 270) oklart om båda psalmerna i 1819/1921 använde denna melodi. Finns på Wikisource.
  - O Gud, giv oss din Andes nåd (1921 nr 580, 1937 nr 272)
  - Till dig, o milde Jesu Krist (1921 nr 558)

- Kommer hijt til migh säger Gudz Son (1695 nr 215) "Melodins huvudtext"
  - O HErre! tu äst min enda tilflyckt (1695 nr 36)
  - Ack! Herre Gud i höjden bor (1695 nr 309)
  - I Herrans Namn så rese wij (1695 nr 335)